# NGC 2355
NGC 2355 je stará otevřená hvězdokupa v souhvězdí Blíženců. Od Země je vzdálená asi 6 400 světelných let. Objevil ji William Herschel 8. března 1784. Její stáří bylo určeno na 800 milionů let.
V katalogu NGC má tato hvězdokupa dvojí označení: NGC 2355 a NGC 2356. Je to způsobeno tím, že William Herschel tuto hvězdokupu pozoroval 8. a 16. března 1784 a každé pozorování zapsal jako samostatný objekt. Proto i v katalogu NGC této hvězdokupě odpovídají dvě položky.
Tato slabá hvězdokupa má hvězdnou velikost 9,7 a jejím nejjasnějším členem je hvězda 10. hvězdné velikosti. Ostatní hvězdy mají hvězdnou velikost 11 a slabší. Středně velký hvězdářský dalekohled hvězdokupu ukáže jako zrnitou mlhavou skvrnku jihojihozápadně od blízké hvězdy s hvězdnou velikostí 7,8. Na několik desítek slabých hvězd ji rozloží až velké dalekohledy.
Do 15. hvězdné velikosti má hvězdokupa 38 potvrzených členů.